# Gépébus Oréos 22
De Gépébus Oréos 22 is een midibustype van de Franse busfabrikant PVI. Deze bus heeft een elektrische aandrijving en is onderdeel van een busscala genaamd Gépébus Oréos. De bus werd in 1990 geïntroduceerd en in 2000 vervangen door de Gépébus Oréos 2X. In Frankrijk werd de bus gebouwd door PVI, maar in Italië werd de bus op de markt gebracht door Tecnobus onder de naam Gulliver.

## Inzet
Dit bustype komt vooral voor in Frankrijk en Italië.
| Land      | Bedrijf             | Aantal | Series    | Inzet    | Opmerking |
| --------- | ------------------- | ------ | --------- | -------- | --------- |
| Frankrijk | Keolis Bordeaux     | 6      | 2191-2196 | Bordeaux |           |
| Frankrijk | Keolis Grand Tarbes | 2      | ??        | Tarbes   |           |

## Verwante bustypen
- Gépébus Oréos 55